# Андрей Блъсков
Андрей Райков Блъсков е опълченец-поборник, български офицер, генерал-майор, командир на 5-и Пехотен Дунавски полк през Сръбско-българската война (1885).

## Биография
Андрей Блъсков е роден на 25 февруари 1857 г. в Шумен. Син е на възрожденския учител Райко Блъсков и брат на писателя Илия Блъсков. През 1875 г. завършва Априловската гимназия. Учи в българското училище в Букурещ и Одеското военно училище. Участва в националреволюционното движение, като куриер в Габровския частен революционен комитет.

### Руско-турска война (1877 – 1878)
През Руско-турската война (1877 – 1878) е опълченец в IV рота на II Опълченска дружина. Участва в боевете при Стара Загора и Шипка. Награден за проявена храброст с „Георгиевски кръст“ IV ст. През 1878 г. повишен в офицерско звание прапоршчик.
През 1885 г. Андрей Блъсков завършва Военна академия в Русия. Служи в 8-а пехотна дружина.

### Сръбско-българска война (1885)
През Сръбско-българската война (1885) е командир на 5-и Пехотен Дунавски полк (от 13 септември 1885 г.), началник на Сливнишкия отряд и началник на централния участък на Сливнишката позиция. Проявява голямо тактическо умение и маневреност при задържането на Дринската сръбска дивизия на 5 ноември. Участва в укрепването на позицията и в боевете, където на 5 ноември бива ранен. За участието си във войната е награден с Орден „За храброст“ IV ст. и повишен във военно звание майор.
След войната участва в детронацията на княз Александър I Батенберг, а след контрапреврата е уволнен от армията. По-късно е реабилитиран и служи във Военното министерство като началник на отделение. През 1904 г. е уволнен от служба.

### Балканска война (1912 – 1913)
През Балканската война (1912 – 1913) е мобилизиран и служи в Главното тилово управление.
Председател е на Поборническо-опълченското дружество „Шипка“ в Габрово, а по-късно на Централното поборническо-опълченско дружество в София.
Генерал-майор Андрей Блъсков умира на 27 ноември 1943 в София.

## Военни звания
- Прапоршчик (10 май 1879)
- Подпоручик (1 ноември 1879, преименуван)
- Поручик (20 август 1882)
- Капитан (24 март 1885)
- Майор (25 февруари 1886)
- Подполковник (1892)
- Полковник (1896)
- Генерал-майор (7 октомври 1904)

## Награди
- Орден „За храброст“ III и IV ст.
- Златен войнишки кръст „За храброст“ I ст.
- Орден „За военна заслуга“ II ст.
- „Георгиевски кръст“ IV ст. / Русия / – за Руско-турската война (1877 – 1878)
- Орден „Света Ана“ II ст. / Русия /